# Dioptis charon
Dioptis charon är en fjärilsart som beskrevs av Druce 1893. Dioptis charon ingår i släktet Dioptis och familjen tandspinnare. Inga underarter finns listade i Catalogue of Life.